# Autoritratto con un paggio
Autoritratto con un paggio è un disegno a penna, inchiostro, acquerello e sanguigna su carta della pittrice italiana Elisabetta Sirani, conservato presso l'École nationale supérieure des beaux-arts a Parigi.

## Descrizione
Quest'opera era forse un disegno preparatorio per un autoritratto andato perduto. Fu eseguito con un abbozzo preliminare a sanguigna, poi ricalcato con penna e inchiostro e colorato con l'acquerello.
In questo autoritratto l'artista si raffigurò in modo diverso dal solito. Non si disegnò con pennello e tavolozza nei panni di pittrice, bensì in posa verticale e con un abito da donna aristocratica, avente uno strascico mantenuto da un paggio situato a destra.
La vediamo in procinto di salire le scale di un palazzo, alzando la gonna con un atteggiamento aggraziato e mettendo in mostra le sottili dita della mano, rivelando anche la caviglia destra e la scarpa col tacco.
Con quest'opera la pittrice ci mostra un altro modo di come vedeva se stessa, ovvero come una donna raffinata, oltre che colta.